# زنان تراخیس

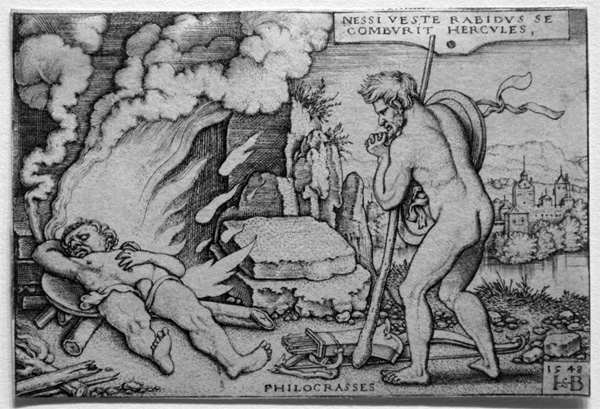
هرکول در حال سوزانده شدن

زنان تراخیس (به یونانی: Τραχίνιαι؛ به انگلیسی: Women of Trachis و همچنین: The Trachiniae) نام یکی از نمایشنامه‌های تراژدی سوفوکل، تراژدی‌نویس بنام یونانی است که گمان می‌رود در سالیان نخست فعالیت او، تقریباً بین سال‌های ۴۴۰ تا ۴۳۰ پیش از میلاد نوشته و اجرا شده باشد. سوفوکل در تراژدی زنان تراخیس، پیش از آنکه توجهش را در ابتدا به هراکلس (هرکول)، قهرمان مذکر داستان معطوف نماید به دردها و سختی‌هایی که همسرش دیانیرا تا آن زمان متحمل شده می‌پردازد و دو سوم ابتدایی نمایشنامه‌اش را به این موضوع اختصاص می‌دهد.

## شخصیت‌های نمایشنامه
- دیانیرا (همسر هرکول)
- هولوس (پسر دیانیرا و هرکول)
- هرکول یا هراکلس
- لیخاس (جارچی هرکول)
- دایهٔ دیانیرا
- پیک
- گروه کُر زنان تراخیس
- یولا (دختر اوروتوس) و دیگر اسیران زن اخالیایی

## داستان
دیانیرا، همسر هراکلس برای دایهٔ خود از سختی زندگی خود سخن می‌گوید. از اینکه هرکول او را از دست آخلوس، خدای رودخانه نجات داد تا با او ازدواج نماید و حال با همیشه دور بودنش از خانه، سختی‌های بیشتری را دارد بر او تحمیل می‌نماید. دایه از دیانیرا می‌خواهد تا فرزندش هولوس را به دنبال هرکول بفرستد. هولوس به دیانیرا می‌گوید که شنیده‌است پدرش برای جنگ با شهر اوخالیا رفته‌است و سوگند یاد می‌نماید تا او را پیدا کند.
گروه همسرایان از دیانیرا می‌خواهند تا به آینده امیدوار باشد اما دیانیرا به آنان می‌گوید که هرکول وصیتنامه‌ای را از خود برجای گذاشته‌است و چنین می‌نماید که بر سرنوشت خود آگاهی داشته‌است. ناگهان پیکی سر می‌رسد و خبر از زنده بودن و بازآمدن هرکول می‌دهد. دیانیرا نخست به سخنان او شک می‌کند اما سپس با گروه همسرایان شروع به شادی می‌نماید. لیخاس، جارچی هرکول از راه می‌رسد و می‌گوید که هرکول در راه است و اینک برای تقدیم قربانی به درگاه زئوس به خاطر فتح اوخالیا به معبد رفته‌است. سپس اینگونه ادامه می‌دهد که اوروتوس، پادشاه اوخالیا هرکول را خشمگین می‌نماید و او نیز پسر اوروتوس را می‌کشد. پس به تلافی هرکول را به بردگی گرفته و به اومفاله می‌فروشند. هرکول خشمگین شده و با سپاهی برای نابودی اوخالیا به آنجا یورش می‌برد. اوروتوس را می‌کشد و گروهی از زنان زنده‌ماندهٔ اوخالیا از جمله یولا، دختر اوروتوس را به بردگی با خود می‌آورد.
دیانیرا از بازگشت هرکول خوشحال است اما برای زنان برده احساس تأسف می‌کند و نگران است که نکند آیندهٔ او نیز تباه شود. او می‌خواهد یولا را بشناسد اما پاسخی از او دریافت نمی‌دارد. از شیوهٔ رفتار نجیب‌زادگانهٔ یکی از زنان در می‌یابد که او باید یولا باشد اما لیخاس با دستپاچگی اظهار بی‌اطلاعی می‌نماید. پیک، دیانیرا را به کناری کشیده و سخنان لیخاس را دروغ می‌خواند و به او می‌گوید که هدف اصلی هرکول از حمله به اوخالیا، به دست آوردن یولا بوده‌است.
با فهمیدن این موضوع گروه همسرایان ماجرای نبرد هرکول با نسوس را می‌خوانند و دیانیرا بیش از پیش بر حال خود افسوس می‌خورد. آنگاه به یاد می‌آورد که چگونه سانتور نسوس، پس از بردن او به سوی دیگر رودخانه می‌خواسته به او تعرض نماید و هرکول با کشتن نسوس نجاتش داده‌است. سپس به یاد جامه‌ای که نسوس پیش از مرگش به او داده بود می‌افتد که گفته بود هرگاه هرکول دچار لغزشی در عشق خود به دیانیرا شد این جامهٔ جادویی را که به خون نسوس آغشته‌است به او بدهد تا عشقش بازگردد. دیانیرا از لیخاس می‌خواهد تا جامه را شبانه به هرکول برساند. پس از این کار دیانیرا دچار اضطراب می‌شود و به گروه همسرایان می‌گوید که تکه‌ای باقی‌مانده از آن جامه که در معرض تابش نور خورشید قرار گرفته بود از هم فرو پاشیده و همین امر او را نگران کرده‌است. به علاوه چرا باید نسوس هدیه‌ای به قاتل خود بدهد؟
در این بین هولوس از راه می‌رسد و خبر می‌دهد که هرکول پس از پوشیدن جامه با دردی وحشتناک به حال مرگ افتاده‌است و بدنش توسط آن دارد خورده می‌شود و لیخاس را که آورندهٔ جامه بوده کشته است. سپس هلوس مادرش را به خاطر انجام چنین توطئه‌ای نفرین می‌کند. دیانیرا که سخت از کار خود شرمگین است با شنیدن سخنان تند پسرش به خوابگاه خود رفته و خود را می‌کشد. دایه در حالیکه شمشیری خونین را در دست دارد خبر مرگ دیانیرا را به هولوس می‌دهد و هولوس پس از لختی درمی‌یابد که مادرش بی‌گناه بوده‌است.
هرکول را که از شدت درد به خود می‌پیچد به خانه می‌آورند و او که گمان می‌برد همسرش قصد کشتن او را داشته می‌خواهد که دیانیرا را به پیشش آورند تا او را بکشد اما هلوس حقیقت ماجرا را به هرکول می‌گوید. هرکول می‌فهمد که نسوس انتقامش را از او گرفته‌است و پیشگویی‌ها مبنی بر کشته شدنش به دست کسی که قبلاً مرده به حقیقت پیوسته‌است. پس از هولوس می‌خواهد تا به رنج او پایان دهد و به سر زئوس سوگند یاد کند که او را به کوهستان مقدس اوئتا برده، توده‌ای هیزم فراهم آورده و او را زنده بسوزاند. هولوس از هرکول می‌خواهد که او را وادار به پدرکشی نکند اما هرکول می‌گوید که این عین درمان است. سپس از او می‌خواهد تا پس از مرگش با یولا ازدواج نماید. سرانجام هولوس می‌پذیرد و بدین گونه هرکول را می‌برند تا با سوزاندنش در آتش به درد و رنجش پایان دهند.